# Kosuke Kinoshita
Kosuke Kinoshita (Japans: 木下康介 ) (Hamamatsu, 3 oktober 1994) is een Japans voetballer die doorgaans als aanvaller speelt. Hij komt sinds 2022 uit voor Mito HollyHock.

## Clubcarrière

### Duitsland
Kinoshita werd in januari 2013 naar Europa gehaald door SC Freiburg. Na enkele maanden in de jeugd te hebben doorgebracht, werd Kinoshita in de zomer van 2013 overgeheveld naar het B-team van de club in de Regionalliga Südwest. Kinoshita speelde er enkele jaren, maar slaagde er uiteindelijk niet in om door te stromen naar het A-team. Na 3,5 jaar verliet hij de club. Kinoshita bleef vervolgens enkele maanden zonder club. Pas in oktober 2016 vond hij onderdak bij FC 08 Homburg, dat toen ook uitkwam in de Regionalliga Südwest. Enkele maanden later, eind januari 2017, kon hij evenwel al een stap hogerop zetten: hij tekende bij de Zweedse eersteklasser Halmstads BK.

### Halmstads BK
In zijn debuutseizoen bij Halmstads was Kinoshita niet zo goed bij schot: hij scoorde slechts één keer in 23 competitiewedstrijden. Na de degradatie van de club uit de Allsvenskan vond de Japanner op het tweede niveau (de Superettan) vlotter de weg naar doel: in zijn tweede seizoen scoorde hij dertien keer. Hij eindigde daarmee gedeeld vierde in de topschuttersstand, op drie doelpunten van topschutter Andri Rúnar Bjarnason.

### STVV
Na twee jaar in Zweden maakte hij in januari 2019 de overstap naar de Belgische eersteklasser Sint-Truidense VV, waar hij met Takehiro Tomiyasu, Daichi Kamada, Wataru Endo, Takahiro Sekine en Yuta Koike niet minder dan vijf landgenoten tegenkwam. Kinoshita raakte nog niet meteen speelgerechtigd, maar scoorde in afwachting van zijn officiële debuut wel een doelpunt in de oefenwedstrijd tegen KFCO Beerschot Wilrijk.
In zijn eerste wedstrijd voor de Kanaries, op 9 februari 2019 tegen Waasland-Beveren, scoorde hij enkele minuten na zijn invalbeurt het winnende doelpunt. Kinoshita werd zo de derde STVV-Japanner die scoorde in zijn debuutwedstrijd, na Endo en Kamada. Zijn goede debuut werd evenwel niet meteen beloond met een vervolg, want pas op de slotspeeldag kreeg hij nog eens speeltijd: in de thuiswedstrijd tegen KAA Gent viel hij in de 69e minuut in voor Samy Mmaee. STVV had zich bij een zege tegen Gent kunnen plaatsen voor Play-off 1, maar toen Kinoshita inviel stond de 0-2-eindscore al op het scorebord.
Door de blessure van Yohan Boli begon STVV met Kinoshita als aanvalsleider aan Play-off 2. Op de tweede speeldag scoorde hij tegen KFCO Beerschot Wilrijk zijn tweede competitiedoelpunt van het seizoen voor STVV, waarmee hij de Truienaars aan een 6 op 6 hielp. Na de terugkeer van Boli keerde hij terug naar de achtergrond. Uiteindelijk verdween hij na een half seizoen met de stille trom.

### Stabæk Fotball
In juli 2019 tekende Kinoshita bij de Noorse eersteklasser Stabæk Fotball, waar hij herenigd werd met Jan Jönsson, zijn oude trainer van bij Halmstads.

## Statistieken
| Seizoen         | Club              | Competitie      | Competitie | Competitie | Beker | Beker | Internationaal | Internationaal | Totaal | Totaal |
| Seizoen         | Club              | Competitie      | Wed.       | Dlp.       | Wed.  | Dlp.  | Wed.           | Dlp.           | Wed.   | Dlp.   |
| --------------- | ----------------- | --------------- | ---------- | ---------- | ----- | ----- | -------------- | -------------- | ------ | ------ |
| 2013/14         | SC Freiburg II    | Regionalliga    | 6          | 1          | 0     | 0     | 0              | 0              | 6      | 1      |
| 2014/15         | SC Freiburg II    | Regionalliga    | 21         | 7          | 0     | 0     | 0              | 0              | 21     | 7      |
| 2015/16         | SC Freiburg II    | Regionalliga    | 23         | 6          | 0     | 0     | 0              | 0              | 23     | 6      |
| 2016/17         | FC 08 Homburg     | Regionalliga    | 4          | 1          | 0     | 0     | 0              | 0              | 4      | 1      |
| 2017            | Halmstads BK      | Allsvenskan     | 23         | 1          | 3     | 2     | 0              | 0              | 26     | 3      |
| 2018            | Halmstads BK      | Superettan      | 29         | 13         | 1     | 1     | 0              | 0              | 30     | 14     |
| 2018/19         | Sint-Truidense VV | Eerste klasse A | 7          | 2          | 0     | 0     | 0              | 0              | 7      | 2      |
| Carrière totaal | Carrière totaal   | Carrière totaal | 127        | 38         | 4     | 3     | 0              | 0              | 131    | 41     |